# Philips P/330
Philips P/330 (P/330) је професионални рачунар, производ фирме Philips који је почео да се израђује у Холандији током 1978. године.
Користио је Intel 8080 (NEC верзија) као централни микропроцесор а RAM меморија рачунара P/330 је имала капацитет од 32 KB. 
Као оперативни систем кориштен је PHOCAL (Philips Office Computer Assembler Language).

## Детаљни подаци
Детаљнији подаци о рачунару P/330 су дати у табели испод.
|                       |                                    |
| [ 1 ]                 |                                    |
| Произвођач            |                                    |
| Тип                   | професионални рачунар              |
| Меморија              | 32 KB                              |
| Поријекло             | Холандија                          |
| Година                | 1978                               |
| Тастатура             | Тастатура са пуним помаком тастера |
| Процесор              | 8080 ( верзија)                    |
| Фреквенција процесора | непознато                          |
| RAM                   | 32 KB                              |
| ROM                   | непознато                          |
| Текст                 | 80 стубова x 24 линија             |
| Графика               | Нема                               |
| Боја                  | једна боја                         |
| Звук                  | непознато                          |
| Димензије             | непознато                          |
| Портови               |                                    |
| Оперативни систем     |                                    |